# Sela Ravenska
Sela Ravenska su naselje u Hrvatskoj u sastavu općine Svetog Petra Orehovca. Nalaze se u Koprivničko-križevačkoj županiji. 

## Zemljopis
Nalaze se na zapadnoj obali rječice, a zapadno je jezerce. Sjeverozapadno je Kapela Ravenska, sjeverno su Ferežani i Brežani, sjeveroistočno je Gregurovec, južno su Beketinec i Gornji Dubovec, jugoistočno su Kučari i Srednji Dubovec.

## Stanovništvo
| broj stanovnika | 103   | 119   | 157   | 152   | 156   | 162   | 174   | 197   | 156   | 166   | 153   | 130   | 116   | 98    | 85    | 70    | 55    |
|                 | 1857. | 1869. | 1880. | 1890. | 1900. | 1910. | 1921. | 1931. | 1948. | 1953. | 1961. | 1971. | 1981. | 1991. | 2001. | 2011. | 2021. |